# Episodi di Poirot (dodicesima stagione)
La dodicesima stagione di Poirot è composta da 4 episodi della durata di 94 minuti. In Italia è disponibile in DVD da Malavasi Editore, che ne ha curato l'edizione italiana. La serie è stata trasmessa dal canale Diva Universal nel mese di ottobre 2012 e in chiaro su Rete 4 a partire dal mese di novembre 2012.
| nº | Titolo originale             | Titolo italiano                    | Prima TV Inghilterra | Prima TV Italia  |
| -- | ---------------------------- | ---------------------------------- | -------------------- | ---------------- |
| 1  | The Clocks                   | Sfida a Poirot                     | 30 dicembre 2009     | 17 novembre 2012 |
| 2  | Three Act Tragedy            | Tragedia in tre atti               | 3 gennaio 2010       | 24 novembre 2012 |
| 3  | Halloween Party              | Poirot e la strage degli innocenti | 27 ottobre 2010      | 1º dicembre 2012 |
| 4  | Murder on the Orient Express | Assassinio sull'Orient Express     | 25 dicembre 2010     | 8 dicembre 2012  |

## Sfida a Poirot
- Titolo originale: The Clocks
- Diretto da: Charles Palmer
- Romanzo originale: Sfida a Poirot

## Tragedia in tre atti
- Titolo originale: Three Act Tragedy
- Diretto da: Ashley Pearce
- Romanzo originale: Tragedia in tre atti

## Poirot e la strage degli innocenti
- Titolo originale: Halloween Party
- Diretto da: Charles Palmer
- Romanzo originale: Poirot e la strage degli innocenti

## Assassinio sull'Orient Express
- Titolo originale: Murder on the Orient Express
- Diretto da: Philip Martin
- Romanzo originale: Assassinio sull'Orient Express

### Trama
Poirot deve andare in Inghilterra per risolvere un caso, quindi decide di prendere un treno di una compagnia del suo amico Bouc, l'Orient Express. Un sinistro uomo d'affari, Rachet, vuole assumere Poirot per capire chi gli manda minacce di morte, ma il detective rifiuta il caso. Il treno viene bloccato dalla neve, quindi tutti i passeggeri sono costretti a rimanere a bordo e si scopre il cadavere di Rachet, prima drogato e poi ucciso da dodici pugnalate. Si scopre che il caso è collegato al rapimento di un membro della famiglia Armstrong, il quale è il pezzo mancante nella risoluzione dell'assassinio sull'Orient Express. Questa versione si discosta profondamente dal libro della Christie e dal film del 1974.